# 蜜桃成熟時1997
《蜜桃成熟時1997》是1997年上映的一部香港成人三級片，由錢文錡執導，是李麗珍主演的《蜜桃成熟時》續集。

## 劇情簡介
年僅八歲的徐蜜桃（黃美棋 飾童年；鍾真 飾成年）對成人的世界抱持著好奇，尤其在家庭和電視的耳孺目染之下，更是對「性」充滿了幻想。某日，蜜桃想跟著姊姊們一同出門約會，卻遭到拒絕；一時氣憤的她約了好友肥妹至神樹下，許下「變成大人」的願望，豈料隔天二人竟真的美夢成真。兩人前往蜜桃姐姐徐荔枝（洪曉芸 飾）的公司欲告知其事，蜜桃卻在荔枝公司游泳池意外認識游泳教練Danny（王書麒 飾）並結為好友。Danny熱心邀請蜜桃參加派對時，巧遇其前女友Baby（方璇 飾）；因要求復合失敗的Baby則對蜜桃產生敵意。
派對上，蜜桃對Danny及其友人的成人笑話全然不懂，兩人的沙灘談情亦因蜜桃的不解風情而結束。另一方面，學校老師由於蜜桃多日未上學而至家中拜訪，豈料蜜桃的父親徐小鳳（徐錦江 飾）竟是當年舊情人，誤以為無人在家的兩人展開纏綿，卻也因此另一旁偷看的蜜桃學會接吻技巧。受蜜桃之約的Danny現身於沙灘，兩人此次擁吻進展順利，但在欲進一步時，蜜桃驚嚇的拔腿就跑。
某日，蜜桃姐姐男友Peter至徐家借錢，看見蜜桃竟色膽包天，幸得眾女痛毆而離去，卻也意外得知蜜桃「一日長大」的祕密。心懷鬼胎的姐姐男友Peter與Baby在酒吧相遇，知曉實情的二人安排佈局令蜜桃誤會Danny已重投Baby懷抱；深信不疑的蜜桃，帶著難過的心情走往神樹，並希望變回童年的自己，了斷成人世界的醜陋。Danny發現騙局之後，急忙趕往徐家，卻只見變回八歲的蜜桃，從而失望離開香港。見風轉舵的二姐男友前來求原諒，蜜桃方知誤解Danny，欲求神樹再次變成大人，只可惜神樹已然被鋸去。
十年歲月飛逝而去，事業有成的Danny返回香港；只聽門鈴聲一響，竟是那讓他魂遷夢縈「十八歲的徐蜜桃」，而蜜桃獻給Danny的生日禮物便是——自己最珍貴的第一次。

## 人物角色
| 演員            | 角色   | 備註                                           |
| 鍾真            | 徐蜜桃 | 徐荔枝之妹妹，徐小鳳＆曾小雨之小女兒           |
| 黃美棋 （幼年） | 徐蜜桃 | 徐荔枝之妹妹，徐小鳳＆曾小雨之小女兒           |
| 王書麒          | Danny  | 游泳教練；Baby前男友；徐蜜桃小學游泳課代理老師 |
| 方璇            | Baby   | Danny前女友                                    |
| 洪曉芸          | 徐荔枝 | 徐蜜桃的姐姐                                   |
| 徐錦江          | 徐小鳳 | 徐蜜桃的父親；曾與蜜桃的老師有段情             |
| 苑瓊丹          | 曾小雨 | 徐蜜桃的母親，徐小鳳的妻子                     |
| 舒淇            | 舒淇   | 於片尾出現                                     |

## 主題曲
- 〈心醉〉

主唱：不明
作／編曲：羅堅
填詞：蔡嘉麟

## 系列
- 1993年 - 蜜桃成熟時 (1993年)（Crazy Love）張肇麟執導，李麗珍主演。
- 1999年 - 蜜桃成熟時3之蜜桃仙子（The Fruit Is Ripe）錢文錡執導，芳正主演。
- 2011年 - 蜜桃成熟時33D（The 33D Invader）錢文錡執導，吳晴晴主演。

## 外部連結
- 開眼電影網上《蜜桃成熟時1997》的資料（繁體中文）
- 香港影庫上《蜜桃成熟時1997》的資料（繁體中文）
- 豆瓣电影上《蜜桃成熟時1997》的資料 （简体中文）
- AllMovie上《蜜桃成熟時1997》的资料（英文）
- 爛番茄上《蜜桃成熟時1997》的資料（英文）
- 互联网电影数据库（IMDb）上《蜜桃成熟時1997》的资料（英文）